# Okanagan Mountain Park
Okanagan Mountain Park är en park i Kanada.   Den ligger i provinsen British Columbia, i den södra delen av landet, 3 300 km väster om huvudstaden Ottawa. Okanagan Mountain Park ligger 1 284 meter över havet.
Terrängen runt Okanagan Mountain Park är kuperad åt sydväst, men åt nordost är den bergig. Okanagan Mountain Park ligger uppe på en höjd.Närmaste större samhälle är West Kelowna, 16,6 km norr om Okanagan Mountain Park.
I omgivningarna runt Okanagan Mountain Park växer i huvudsak barrskog. Runt Okanagan Mountain Park är det mycket glesbefolkat, med 4 invånare per kvadratkilometer.